# Simulium balcanicum
Simulium balcanicum es una especie de insecto del género Simulium, familia Simuliidae, orden Diptera.
Fue descrita científicamente por Enderlein, 1924.